# 图里亚

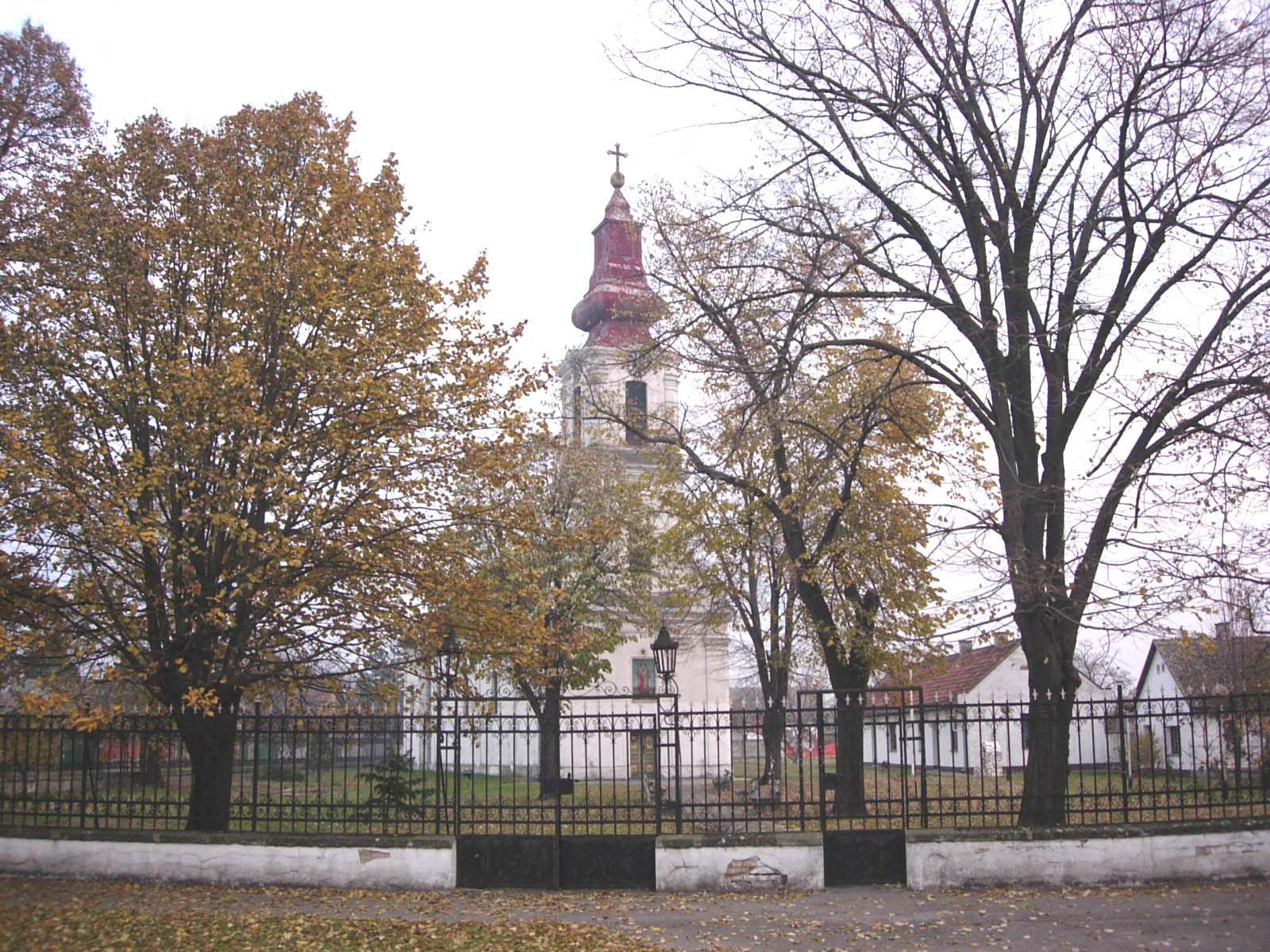
图里亚的东正教教堂.

图里亚(Турија) 塞尔维亚小镇，位于首都贝尔格莱德以北１００公里。人口2562人（2002年），主要是塞族人。该镇以一年一度的香肠节而闻名于世。